# Travers Twiss
Travers Twiss, född 19 mars 1809 i London, död där 14 januari 1897, var en brittisk jurist.
Twiss invaldes 1838 i Royal Society. Han var professor i nationalekonomi vid Oxfords universitet 1842–1847, i internationell rätt vid King's College i London 1852–1855 och därefter i civilrätt i Oxford. Dessutom utövade han som advokat en synnerligen omfattande praktik vid de kyrkliga domstolarna, blev bland annat generalvikarie för ärkebiskopen i Canterbury 1852, kansler för Londons biskopsstift 1858 och drottningens generaladvokat 1867, samt adlades samma år. På grund av sorg i hemmet lämnade Twiss alla sina sysslor 1872 och ägnade sig sedan åt vetenskapligt arbete, framför allt grundliga folkrättsstudier. Emellertid åtog han sig vicepresidentskapet i L'institut de droit internationel (stiftat 1872) och i Association for the reform and codification of the law of nations (stiftat 1873). På begäran av kung Leopold II av Belgien utarbetade Twiss 1884 en konstitution för Kongostaten, och vid Kongokonferensen i Berlin 1884–1885 var han en bland Storbritanniens delegerade. Han författade bland annat The relation of the duchies of Schleswig and Holstein to the crown of Denmark and the Germanic confederation (1848), The law of nations in peace (1861; 3:e upplagan 1884) och Law of nations in times of war (1863; 2:a upplagan 1875).